# Кладовски транспорт
Кладовски транспорт је био транспорт нешто више од 1.200 (према неким истраживачима 1.370) Јевреја који су избегли са територије Трећег рајха. Они су крајем 1939. године кренули Дунавом из Беча и Братиславе ка Црном мору и Палестини. Њихово путовање је заустављено после мање од месец дана (средином децембра 1939) на граници Југославије и Румуније, у Прахову, након одбијања Румуније да им дозволи пролаз без сертификата за усељење у Палестину и чињенице да је лед на Дунаву у потпуности онемогућио сваку пловидбу. Месецима смештени у Кладову, они су у септембру 1940. пребачени у Шабац, у ком је живела мала, али угледна јеврејска колонија. Исти бродови који су месецима пружали уточиште јеврејским избеглицама на Дунаву („Цар Душан“, „Краљица Марија“ и „Цар Никола II“), искоришћени су за превоз немачких исељеника који су после немачко-совјетске поделе интересних сфера августа 1939, пребацивани из Бесарабије, северне Буковине и Добруџе на територију Трећег рајха.
Непосредно пред напад Немачке на Југославију, око две стотине млађих људи из „Кладовског транспорта“ добило је потребну документацију и пребачено преко Грчке за Палестину. Већина, која је окупацију дочекала у Шапцу, затворена је 15. јула у новоосновани „Јеврејски логор у Шапцу“. Била је то прва група Јевреја који су масовно интернирани на територији Србије. Мушкарци из „Кладовског транспорта“ су стрељани у оквиру казнених мера генерала Бемеа 12. и 13. октобра 1941, у близини села Засавица. код Шапца, док су жене са децом пребачене у логор на Старом сајмишту и тамо погубљене током пролећа 1942. Посмртни остаци неколико стотина Јевреја из Кладовског транспорта убијених код Засавице нису спаљени у акцији Сондеркомандо 1005. Они су ексхумирани после рата и 1959. године пренети у костурници на сефардском Јеврејском гробљу у Београду.

## Напомена
- Садржај чланка је преузет из публикације Места страдања и антифашистичке борбе у Београду 1941–44. објављене под Creative Commons лиценцом.